# Byam Shaw
Pour les articles homonymes, voir Shaw.
Byam Shaw né le 13 novembre 1872 à Madras (Inde) et mort le 26 janvier 1919 à Londres est un peintre, illustrateur et enseignant britannique.

## Biographie
Né à Madras, en Inde, John Byam Liston Shaw fait partie des  fondateurs de la Byam Shaw School of Art (1910), regroupé avec cinq autres écoles dans la Central Saint Martins College of Art and Design.
Il fut l'illustrateur de la collection « The Chiswick Shakespeare », entre 1899 et 1902. En septembre 1901, il conçoit le graphisme de couverture du mensuel The Connoisseur et de la dernière série de The Artist.

Œuvres de Byam Shaw
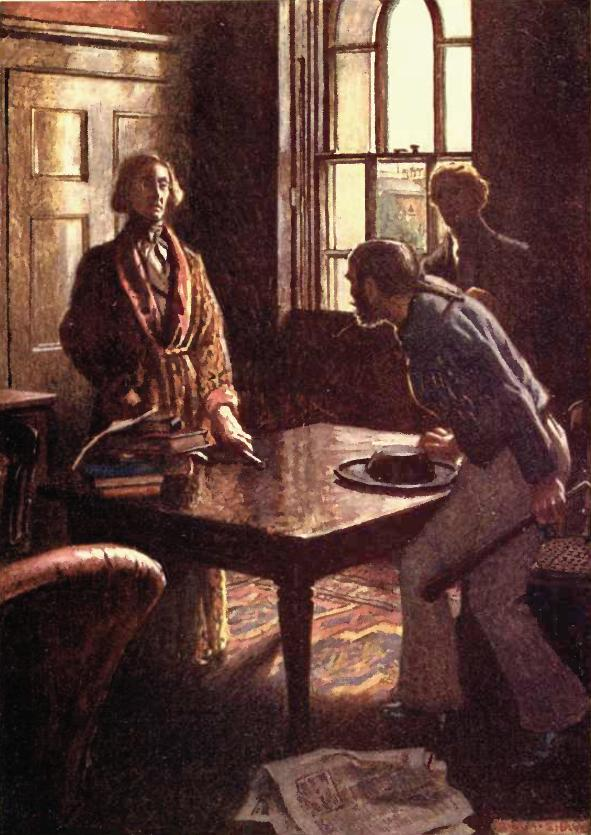
Illustration pour le Double assassinat dans la rue Morgue d'Edgar Allan Poe (1909). Interrogatoire du marin par Dupin.
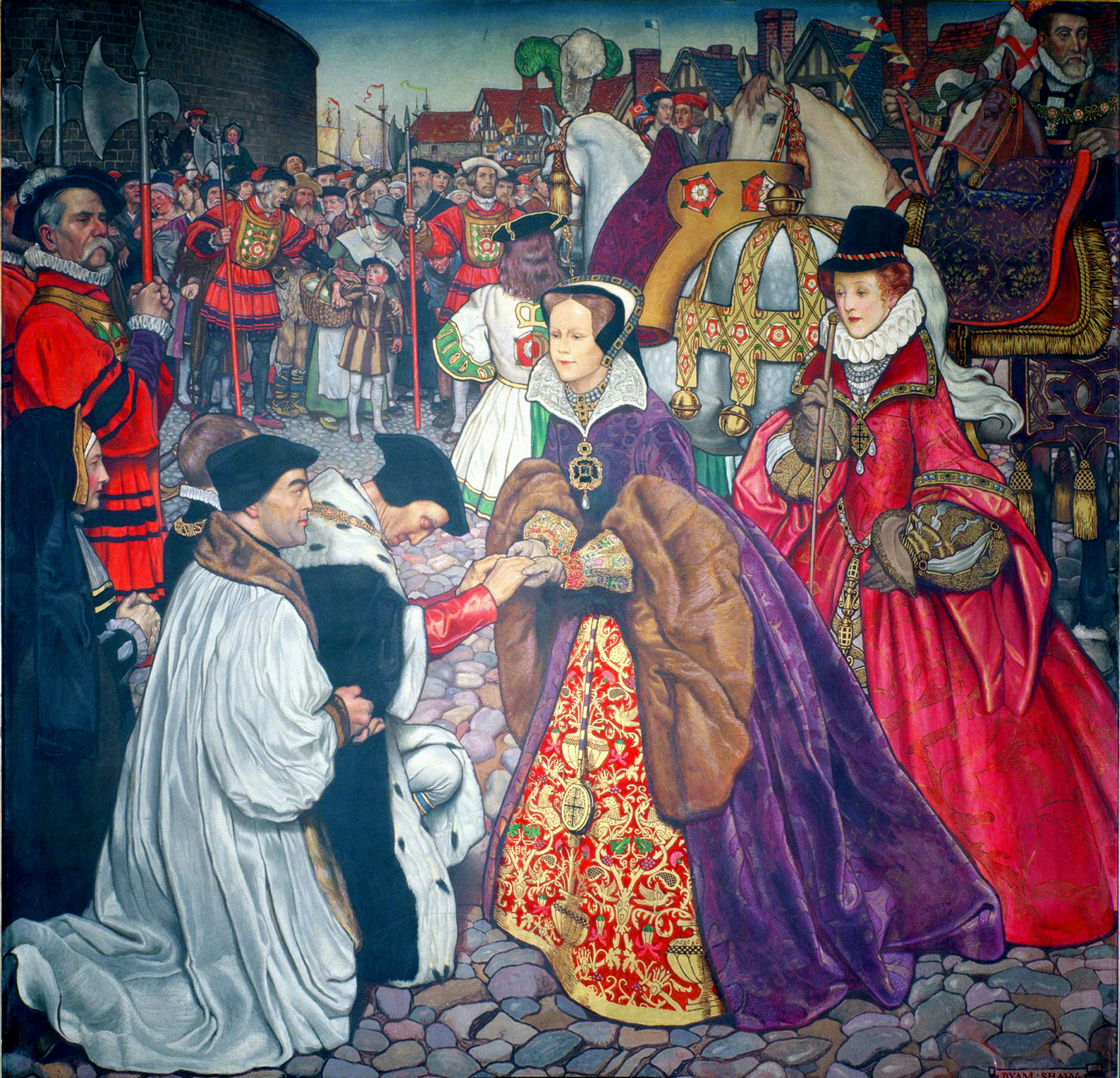
Entrée de la reine Marie Ire avec la princesse Élisabeth à Londres en 1553, 1910, Londres, palais de Westminster.